# Commune nouvelle
Ne doit pas être confondu avec Ville nouvelle.
Lire en ligne

Texte sur Légifrance

En France, le statut de commune nouvelle est celui d'une commune issue de la fusion de plusieurs communes précédentes. Ce statut est créé par l'article 21 de la loi no 2010-1563 du 16 décembre 2010 de réforme des collectivités territoriales. Ce régime remplace les dispositions relatives aux communes associées issues de la loi Marcellin du 16 juillet 1971.
Le dispositif connaît un certain engouement après l'adoption le 16 mars 2015 de la loi no 2015-292 « relative à l'amélioration du régime de la commune nouvelle, pour des communes fortes et vivantes » qui incite financièrement à la création de communes nouvelles.
La loi no 2019-809 adoptée le 1er août 2019 assouplit les règles sur le nombre de sièges du conseil municipal des communes nouvelles entre le premier et le second renouvellement lors des élections municipales et rend possible la suppression d'une seule commune déléguée au sein de la commune nouvelle sans suppression de l'ensemble des communes déléguées.
Depuis 2015, toutes les nouvelles communes de France prennent le statut de « commune nouvelle ». Les appellations « nouvelle commune » et « commune nouvelle » sont alors parfois confondues ; il convient cependant de les utiliser à bon escient : une « nouvelle commune » est une commune créée à partir de la fusion/association/etc. de communes préexistantes, tandis que « commune nouvelle » est un statut administratif d'une commune.

## Objectifs et enjeux

### Avant 2010, la loi Marcellin

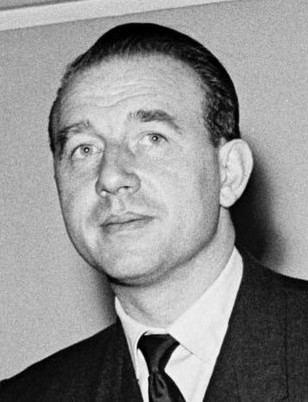
Raymond Marcellin en 1950.

La France, avec près de 36 800 communes en 2015, regroupe à elle seule un tiers des communes de l'Union européenne. Cet émiettement se traduit par un nombre élevé de petites communes avec peu de moyens, qui a amené l'État à rechercher des modalités de regroupement des communes.
Les dispositions antérieures permettant de réduire le nombre de communes, sont issues de la loi Marcellin du 16 juillet 1971, dans laquelle la fusion de communes est décidée par le préfet, à l'initiative des conseils municipaux de communes limitrophes et après une consultation favorable de la population de chaque commune concernée.
Ces fusions pouvaient prendre la forme soit de « fusions simples », où des mairies-annexes étaient créées dans certaines communes supprimées, et la « fusion-association », où les anciennes communes conservaient leur territoire et leur dénomination, sous le statut de communes associées avec maintien d'un maire délégué, création d'une annexe à la mairie permettant l'établissement des actes de l'état civil et création d'une section du centre communal d'action sociale.
Ces dispositions n'ont eu, en France, qu'un succès très limité (1 100 communes supprimées par fusion, de 1971 à 2009) par rapport à la plupart des pays européens qui ont, au cours des années 1970, réduit, de manière souvent significative, le nombre de leurs communes.
| Pays                                                     | Nombre de communes en 1950 | Nombre de communes en 2007 | Nombre de communes en 2015[réf. nécessaire] | Variation 1950 ⇒ 2007 |
| -------------------------------------------------------- | -------------------------- | -------------------------- | ------------------------------------------- | --------------------- |
| Allemagne (sur l'ancien territoire Allemagne de l'Ouest) | 14 338                     | 8 414                      | 8 421                                       | - 41 %                |
| Autriche                                                 | 4 039                      | 2 357                      | 2 100                                       | - 42 %                |
| Belgique                                                 | 2 359                      | 596                        | 589                                         | - 75 %                |
| Bulgarie                                                 | 1 389                      | 264                        | 265                                         | - 81 %                |
| Danemark                                                 | 1 387                      | 277                        | 98                                          | - 80 %                |
| Espagne                                                  | 9 214                      | 8 111                      | 8 117                                       | - 12 %                |
| Finlande                                                 | 547                        | 416                        | 316                                         | - 24 %                |
| France                                                   | 38 800                     | 36 783                     | 36 529                                      | - 5 %                 |
| Hongrie                                                  | 3 032                      | 3 175                      | 3 152                                       | + 5 %                 |
| Italie                                                   | 7 781                      | 8 101                      | 8 010                                       | + 4 %                 |
| Norvège                                                  | 744                        | 431                        | 428                                         | - 42 %                |
| Pays-Bas                                                 | 1 012                      | 443                        | 393                                         | - 56 %                |
| Portugal                                                 |                            |                            | 308[réf. nécessaire]                        |                       |
| Royaume-Uni                                              | 1 118                      | 238                        |                                             | - 79 %                |
| Suède                                                    | 2 281                      | 290                        | 290                                         | - 87 %                |
| Tchéquie                                                 | 11 459                     | 6 244                      | 6 253                                       | - 46 %                |

### Essor de l'intercommunalité
Compte tenu de cet échec, et de la réticence à la suppression pure et simple de communes, une meilleure efficacité de l'action locale est recherchée dans le développement de l'intercommunalité, relancé par la loi relative au renforcement et à la simplification de la coopération intercommunale du 12 juillet 1999, dite « loi Chevènement », renforcées par la réforme des collectivités territoriales françaises de 2010, la loi de modernisation de l'action publique territoriale et d'affirmation des métropoles de 2014 et loi portant nouvelle organisation territoriale de la République de 2015, qui ont assuré la généralisation des intercommunalités à la totalité du territoire national,
Ces lois ont connu un grand succès en la matière, et de très nombreuses communautés de communes ou communautés d'agglomération ont depuis été créées ou regroupées,.
À l'exception de quatre communes insulaires (L'Île-d'Yeu, Île-de-Bréhat, Île-de-Sein et Ouessant), l'ensemble des 34 965 communes existant au 1er janvier 2021, sont désormais regroupées au sein d'EPCI de taille importante, qui exercent de très nombreuses compétences qui leur ont été obligatoirement ou volontairement transférées par les communes membres, réduisant de ce fait les conséquences de l'émiettement territorial.

### Loi RCT de 2010
Toutefois, le président de la République Nicolas Sarkozy annonce lors de son discours du 25 septembre 2008 à Toulon, que « le moment est venu de poser la question des échelons de collectivités locales dont le nombre et l'enchevêtrement des compétences est une source d'inefficacité et de dépenses supplémentaires. La compétitivité de notre économie est capitale. Elle ne peut supporter un poids excessif de dépenses publiques ».
Dans ce cadre, inspiré par les travaux du "Comité Balladur", le gouvernement a engagé une réforme des collectivités territoriales (CRCt), destinée à limiter l'imbrication des institutions locales, affirmant vouloir en rendre le fonctionnement plus économique et en améliorer la gouvernance, notamment dans le cadre d'une concurrence européenne, voire mondiale, des métropoles les plus importantes, qui a abouti par l'adoption de la loi no 2010-1563 du 16 décembre 2010 de réforme des collectivités territoriales, qui crée un nouveau régime de regroupement des communes, les « communes nouvelles ».
Ce régime, destiné à favoriser le regroupement de communes, remplace les dispositions relatives aux communes associées issues de la loi Marcellin, et permet le regroupement soit de communes contiguës, soit d'un établissement public de coopération intercommunale (EPCI) entier qui souhaiterait se transformer en commune nouvelle.

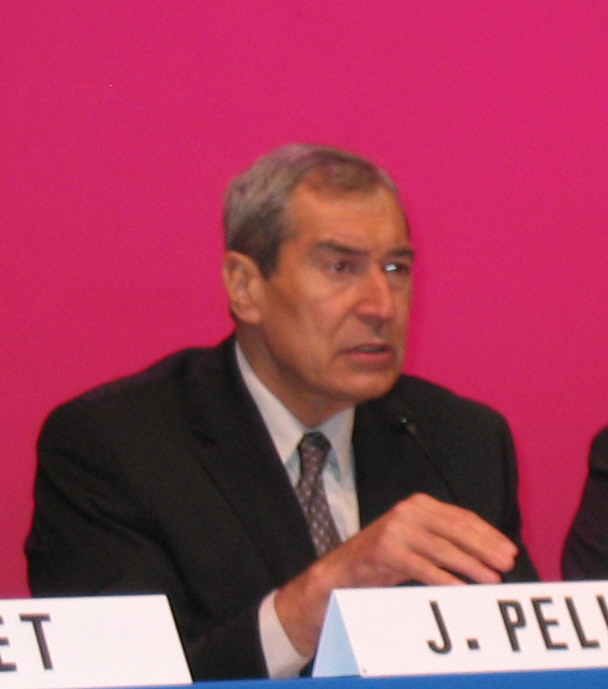
Entre 2010 et 2015, la position de l'AMF et de son président Jacques Pélissard évolue et relance les communes nouvelles.

Lors des débats parlementaires autour de la loi RCT, le député UMP Jacques Pélissard, président de l'Association des maires de France (AMF), avait écarté la majoration de 5 % de leur dotation globale de fonctionnement, l'AMF refusant alors que cette incitation financière pour les communes nouvelles soit gagée sur la stabilité des ressources du bloc local.

### Loi de 2015
Lors du congrès de 2013, l'AMF se prononce en faveur des communes nouvelles et organise le 9 juillet 2014 un colloque intitulé « Communes nouvelles, l'urgence d'agir ». Afin d'éviter les arbitrages du projet de loi NOTRE, le député UMP Jacques Pélissard dépose une proposition de loi, rejointe par une seconde portée par la députée PS Christine Pirès-Beaune. L'intégration de la disposition de cette dernière qui impose le rattachement d'une commune nouvelle à une structure intercommunale à fiscalité propre dans un délai de vingt-quatre mois permet la fusion des deux textes initiaux et leur adoption.
La loi no 2015-292 « relative à l'amélioration du régime de la commune nouvelle, pour des communes fortes et vivantes » a été adoptée le 16 mars 2015 afin d'inciter à la création de communes nouvelles en instaurant un pacte financier qui garantit, pendant trois ans le niveau des dotations de l'État, aux communes fusionnant en 2015 ou 2016. Ce dispositif incitatif popularise le statut créé en 2010 et favoriser la création de plusieurs centaines de communes nouvelles.
Depuis 2015, toutes les nouvelles communes de France prennent le statut de « commune nouvelle ». Les appellations « nouvelle commune » et « commune nouvelle » sont alors parfois confondues, il convient cependant de les utiliser à bon escient : une « nouvelle commune » est une commune créée à partir de la fusion/association/etc. de communes préexistantes, une « commune nouvelle » est un statut administratif d'une commune.
Christine Pirès-Beaune estime que la commune nouvelle est une forme efficace de mutualisation : « Quand nous les avons auditionnés, les maires ou représentants de six communes nouvelles […] ont pourtant souligné que cette solution permettait une mutualisation des moyens et des économies sans commune mesure avec celles liées à la mise en place de structures intercommunales. Dès la première année, dans plusieurs communes nouvelles, les frais de fonctionnement ont diminué de 6 % à 8 %, et l'enveloppe consacrée aux indemnités des élus a été réduite de 20 % ».

### Loi de 2019
La loi no 2019-809 visant à adapter l'organisation des communes nouvelles à la diversité des territoires, a été adoptée le 1er août 2019 afin d'assouplir les règles sur le nombre de sièges du conseil municipal des communes nouvelles entre le premier et le second renouvellement lors des élections municipales, et de rendre possible la suppression d'une commune déléguée au sein de la commune nouvelle au lieu d'une suppression totale de l'ensemble des communes déléguées.
Au début 2019, plus de 800 communes nouvelles ont été créées sur l'ensemble du territoire national, regroupant plus de 2 500 communes et près de 2,5 millions d'habitants,. Cette nouvelle formule connaît donc un certain succès surtout en milieu rural, mais également urbain autour de villes petites et moyennes et avec encore des projets en cours.

### Loi de finances 2024
La loi de finances 2024 vient corriger des dispositions faisant le calcul de certaines dotations pour une collectivité unique pouvait être moindre que les dotations antérieures cumulées. La loi porte également la dotation d'amorçage à 15 euros par an et par habitant, au lieu de 6, sur trois ans, pour les projets de commune nouvelle unissant des villes cumulant moins de 150 000 habitants avant leur réunion.

## Création et fonctionnement

### Création
« Une commune nouvelle peut être créée en lieu et place de communes contiguës :
1) Soit à la demande de tous les conseils municipaux ;
2) Soit à la demande des deux tiers au moins des conseils municipaux des communes membres d'un même établissement public de coopération intercommunale à fiscalité propre, représentant plus des deux tiers de la population totale de celles-ci ;
3) Soit à la demande de l'organe délibérant d'un établissement public de coopération intercommunale à fiscalité propre, en vue de la création d'une commune nouvelle en lieu et place de toutes ses communes membres ;
4) Soit à l'initiative du représentant de l'État dans le département. »
— Début de l'article L. 2113-2 du Code général des collectivités territoriales
Dans les 3e et 4e cas (proposition d'un EPCI de se transformer en commune nouvelle, ou demande préfectorale), la création de la commune nouvelle nécessite l'approbation d'au moins les deux tiers des conseils municipaux représentant au moins les deux tiers de la population de la future commune nouvelle.
De plus, lorsque tous les conseils municipaux ne se prononcent pas favorablement pour la création de la commune nouvelle, un référendum doit être organisé dans l'ensemble des communes concernées pour confirmer le vote de la majorité qualifiée des conseils municipaux. Le choix du nom de celle-ci est également voté en conseil municipal dans un délai de six mois. Si une commune nouvelle n'a pas de nom à suggérer, ou s'il y a litige, le préfet est compétent pour le régler.

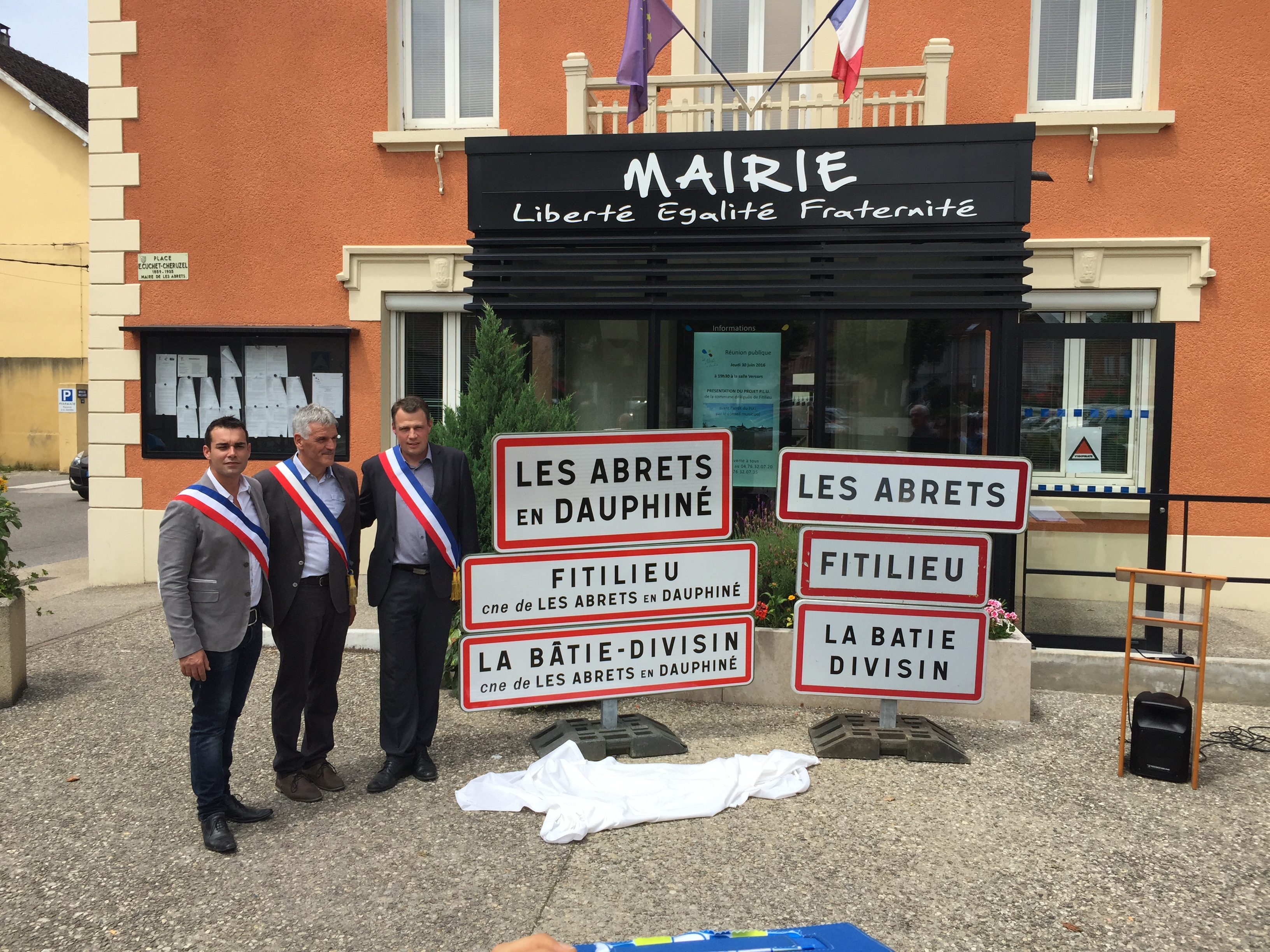
Les trois maires délégués pour la commune nouvelle des Abrets en Dauphiné (juin 2016), caractérisée par le non-respect de normes typographiques en vigueur pour les toponymes, courant pour les communes nouvelles.

La loi no 2016-1500 tendant à permettre le maintien des communes associées, sous forme de communes déléguées, en cas de création d'une commune nouvelle, adoptée le 8 novembre 2016, permet également aux communes, issues de fusion-associations de la loi Marcellin, de pouvoir maintenir leurs communes associées comme communes déléguées au sein de la commune nouvelle.
Le préfet a, comme pour les anciennes fusions de la loi Marcellin, un pouvoir d'appréciation et peut ne pas donner suite à la demande, même unanime, de création d'une commune nouvelle dont il est saisi.
En effet une telle création peut influencer la définition d'autres collectivités territoriales (département voire région) et d'autres EPCI à fiscalité propre (dont les sièges peuvent être dans une autre collectivité territoriale de même niveau) et autres syndicats intercommunaux ou syndicats mixtes dont les anciennes communes pouvaient faire partie ; elle peut nécessiter de modifier le découpage des circonscriptions électorales et la représentation de ces communes par leurs élus (notamment les circonscriptions législatives définies par département, les cantons définis par département depuis 2014, et les circonscriptions européennes) ainsi qu'une réorganisation des services déconcentrés de l'État et responsabilités du corps préfectoral.
Pour certaines créations, un accord unanime de plusieurs préfets de départements ou régions concernées peut également être nécessaire[réf. nécessaire]. De même une décision du Conseil d'État peut trancher en cas de litiges entre les collectivités et/ou préfets concernés quand ceux-ci ont émis des oppositions ou si tous les EPCI et syndicats n'ont pas approuvé une telle création ou si la reprise des actifs et passifs des anciennes communes par la commune nouvelle ou la représentation des communes déléguées n'est pas équitable. Dans de tels cas, la publication de l'arrêté préfectoral (ou inter-préfectoral) doit être notifié au Journal officiel de la République française (JORF) et pas seulement inscrit au recueil des actes administratifs (RAA) du département comme pour la majorité des créations de communes nouvelles[réf. nécessaire].
Par ailleurs, contrairement à un établissement public de coopération intercommunale à fiscalité propre, une commune ne peut se situer à cheval sur deux départements. Afin d'être validée, à la suite des conseils municipaux demandant la constitution d'une commune nouvelle, les conseils départementaux concernés doivent également approuver le projet de fusion entraînant une modification de leurs limites territoriales. Celle-ci ne peut intervenir que par la signature d'un décret du gouvernement autorisant cette modification, après avis du Conseil d'État.

### Statut
La commune nouvelle est une commune dotée des mêmes compétences que les autres communes françaises. Il s'agit d'une collectivité territoriale qui se substitue aux communes fusionnées.
Les communes fusionnées subsistent sous forme de communes déléguées, reprenant le nom et les limites territoriales des anciennes communes mais ne disposant pas de la personnalité morale, selon un fonctionnement inspiré de celui instauré par la loi PLM, les communes déléguées ayant des compétences proches de celles des arrondissements municipaux. Toutefois, le conseil municipal de la commune nouvelle peut décider par une délibération de ne pas maintenir les diverses communes déléguées.

### Communes déléguées
Une commune déléguée n'est plus une collectivité territoriale, mais reste une division administrative de la France, avec un périmètre, un nom, un maire délégué et une population, mise à jour chaque année par l'Insee (voir par exemple la population 2014, publiée le 1er janvier 2017).
Chaque commune déléguée dispose, si elle est créée ou maintenue :
- d'un maire délégué, désigné par le conseil municipal de la commune nouvelle, qui est officier d'état civil et officier de police judiciaire, et peut être chargé de l'exécution des lois et règlements de police dans la commune déléguée. Il peut recevoir du maire de la commune nouvelle diverses délégations applicables sur le territoire délégué. Il dispose également d'un pouvoir consultatif (avis sur les autorisations d'urbanisme, les permissions de voirie, les projets d'acquisition…), animation des conseils de quartier, caisses des écoles…[32],[15]. ;
- d'une annexe de la mairie dans laquelle sont établis les actes de l'état civil concernant les habitants de la commune déléguée[33] ;

et éventuellement, sur décision du conseil municipal de la commune nouvelle, d'un conseil de la commune déléguée, composé du maire délégué et de conseillers communaux, désignés par le conseil municipal de la commune nouvelle parmi ses membres. Le conseil municipal de la commune nouvelle peut également désigner, parmi les conseillers communaux, un ou plusieurs adjoints au maire délégué.
Lorsqu'il est créé, le conseil de la commune déléguée est compétent notamment sur les questions suivantes :
- répartit les crédits de fonctionnement qui lui sont délégués par le conseil municipal de la commune nouvelle au sein d'un document budgétaire dénommé État spécial de la commune déléguée, qui est annexé au budget de la commune[36]. Il vote également les crédits d'investissements[37] ;
- délibère sur l'implantation et le programme d'aménagement de tous les équipements sociaux destinés aux habitants de la commune déléguée dont la réalisation est subordonnée à la décision du conseil municipal et dont la gestion revient (sauf cas particulier) au conseil de la commune déléguée[38] ;
- désigne en son sein les représentants de la commune dans les organismes dont le champ d'action est limité à la commune déléguée et dans lesquels la commune doit être représentée en vertu de dispositions applicables à ces organismes[39] ;
- est saisi pour avis des rapports et projets concernant les affaires dont l'exécution est prévue en tout ou partie dans les limites de l'arrondissement ;
- est consulté par le maire de la commune avant toute délibération du conseil municipal sur le plan local d'urbanisme[40] et tous projets d'urbanisme lorsque ce plan ou projet concerne la commune déléguée ;
- est consulté par le conseil municipal sur le montant des subventions que celui-ci se propose d'accorder aux associations ayant leur activité sur la commune déléguée[41] ;
- peut se voir déléguer par le conseil municipal la gestion d'un équipement du service communal.

Le conseil de la commune déléguée peut adresser au maire de la commune des questions écrites ou demander un débat au conseil municipal, pour toute affaire intéressant son territoire.
Contrairement aux communes associées de la loi Marcellin, les communes déléguées ne constituent pas un sectionnement électoral, et ne disposent pas d'une section du centre communal d'action sociale (CCAS) de la commune nouvelle.

## Typologie de communes nouvelles

### Taille des communes nouvelles
Les premiers mouvements de regroupements observés en 2015 se déploient surtout en milieu rural, même si des agglomérations passent à l'acte comme Cherbourg-en-Cotentin avec 81 644 habitants ou Annecy avec 122 000 habitants, suivies en 2019 par Évry-Courcouronnes (66 106 habitants).

### «Dé-fusion» de communes nouvelles
La loi n'a pas prévu de procédure particulière en cas de conflit pour constater la fin de la commune nouvelle ou le départ d'une de ses communes anciennes. Dans ces conditions, les dispositions générales du code général des collectivités territoriales et notamment son article L. 2112-2 relatives aux modifications des limites territoriales des communes s'appliquent, qui prévoient notamment une enquête publique, la mise en place d'une commission syndicale, l'avis de différents conseils locaux, voire du Conseil d'État selon l'impact du projet.
C'est ainsi que le 1er janvier 2024, Beaumont-les-Nonains, intégrée en 2019 dans la commune nouvelle des Hauts-Talican, et L'Oie et Sainte-Florence, intégrées en 2015 dans la commune nouvelle des Essarts en Bocage, redeviennent des communes de plein exercice. C'est également le cas à compter du 1er janvier 2025 pour les communes de Celles, Chalinargues, Chavagnac et Sainte-Anastasie, qui se détachent de la commune nouvelle de Neussargues en Pinatelle, à laquelle elles avaient été intégrées en 2016.

## Communes nouvelles
Au 1er janvier 2022, 784 communes nouvelles regroupent 2 561 communes déléguées.
| Dép. | Commune nouvelle            | Nombre de communes déléguées | Nombre d'habitants | Date de fusion |
| ---- | --------------------------- | ---------------------------- | ------------------ | -------------- |
| 93   | Saint-Denis                 | 2                            | 148 807            | 2025           |
| 74   | Annecy                      | 6                            | 130 721            | 2017           |
| 50   | Cherbourg-en-Cotentin       | 5                            | 78 549             | 2016           |
| 91   | Évry-Courcouronnes          | 2                            | 66 851             | 2019           |
| 85   | Les Sables-d'Olonne         | 3                            | 45 030             | 2019           |
| 78   | Saint-Germain-en-Laye       | 2                            | 44 806             | 2019           |
| 78   | Le Chesnay-Rocquencourt     | 2                            | 31 233             | 2019           |
| 49   | Sèvremoine                  | 10                           | 25 162             | 2015           |
| 49   | Beaupréau-en-Mauges         | 11                           | 23 419             | 2015           |
| 49   | Chemillé-en-Anjou           | 14                           | 20 828             | 2015           |
| 85   | Montaigu-Vendée             | 5                            | 20 424             | 2019           |
| 49   | Mauges-sur-Loire            | 11                           | 17 924             | 2015           |
| 49   | Segré-en-Anjou Bleu         | 15                           | 17 462             | 2016           |
| 53   | Château-Gontier-sur-Mayenne | 3                            | 16 950             | 2019           |
| 22   | Lamballe-Armor              | 4                            | 16 688             | 2019           |
| 14   | Vire Normandie              | 8                            | 16 590             | 2016           |
| 49   | Orée d'Anjou                | 9                            | 16 429             | 2015           |
| 01   | Valserhône                  | 3                            | 16 378             | 2019           |
| 49   | Loire-Authion               | 7                            | 15 902             | 2016           |
| 49   | Montrevault-sur-Èvre        | 11                           | 15 668             | 2015           |

| Dép. | Commune nouvelle       | Nombre de communes déléguées | Nombre d'habitants | Date de fusion |
| ---- | ---------------------- | ---------------------------- | ------------------ | -------------- |
| 14   | Livarot-Pays-d'Auge    | 22                           | 6 220              | 2016           |
| 14   | Souleuvre en Bocage    | 20                           | 8 950              | 2016           |
| 50   | La Hague               | 19                           | 11 173             | 2017           |
| 76   | Petit-Caux             | 18                           | 9 628              | 2016           |
| 27   | Mesnil-en-Ouche        | 16                           | 4 554              | 2016           |
| 49   | Segré-en-Anjou Bleu    | 15                           | 17 462             | 2016           |
| 49   | Baugé-en-Anjou         | 15                           | 11 829             | 2016           |
| 49   | Chemillé-en-Anjou      | 14                           | 20 828             | 2015           |
| 14   | Mézidon Vallée d'Auge  | 14                           | 9 586              | 2017           |
| 27   | Vexin-sur-Epte         | 14                           | 5 952              | 2016           |
| 14   | Valdallière            | 14                           | 5 755              | 2016           |
| 49   | Noyant-Villages        | 14                           | 5 546              | 2016           |
| 89   | Charny Orée de Puisaye | 14                           | 4 815              | 2016           |
| 61   | Gouffern en Auge       | 14                           | 3 700              | 2017           |
| 50   | Carentan-les-Marais    | 13                           | 10 052             | 2019           |
| 14   | Saint-Pierre-en-Auge   | 13                           | 7 329              | 2017           |
| 49   | Beaupréau-en-Mauges    | 11                           | 23 419             | 2015           |
| 49   | Mauges-sur-Loire       | 11                           | 17 924             | 2015           |
| 49   | Montrevault-sur-Èvre   | 11                           | 15 668             | 2015           |
| 61   | La Ferté-en-Ouche      | 11                           | 3 092              | 2016           |

### Liste des communes nouvelles de 2011 à 2014
| \| Dévoluy · Saint-Bonnet-en-Champsaur · Bleury-Saint-Symphorien · Baugé-en-Anjou · Chemillé-Melay · Clefs-Val d'Anjou · Épizon · Beaussais-Vitré · Voulmentin · Saint-Germain-Nuelles · Thizy-les-Bourgs · Bois-Guillaume-Bihorel · Fontenoy-le-Château \| Localisation des communes nouvelles créées · entre 2011 et 2014 (en rouge : création annulée). |
| Dévoluy · Saint-Bonnet-en-Champsaur · Bleury-Saint-Symphorien · Baugé-en-Anjou · Chemillé-Melay · Clefs-Val d'Anjou · Épizon · Beaussais-Vitré · Voulmentin · Saint-Germain-Nuelles · Thizy-les-Bourgs · Bois-Guillaume-Bihorel · Fontenoy-le-Château |

Avant le 1er janvier 2015, plusieurs arrêtés de création signés par les préfets ont pris effet, entraînant la création de 13 communes nouvelles regroupant 35 communes :
- 2 communes nouvelles au 1er janvier 2012, regroupant 4 communes (arrêtés signés en 2011) ;
- 10 communes nouvelles au 1er janvier 2013, regroupant 29 communes (arrêtés signés en 2012) ;
- 1 commune nouvelle le 28 février 2013, regroupant 2 communes (arrêté signé en 2013).

Sur ces 13 communes, une a vu l'arrêté de création annulé par le tribunal administratif de Rouen pour vice de procédure.
Au 31 décembre 2014, 12 communes nouvelles étaient donc en place, regroupant 33 anciennes communes.
Dans un cas, la fusion a eu pour conséquence la modification de limites administratives de cantons : les communes d'Épizon et de Pautaines-Augeville appartenaient à des cantons différents dont les limites ont été modifiées par un décret du 27 février 2013.
Pour les communes nouvelles créées avant la loi no 2015-292 du 16 mars 2015, l'institution de communes déléguées n'était pas décidée dans l'arrêté de création. Chaque commune disposait d'un délai de six mois à compter de sa création pour se prononcer sur ce point. Ces décisions, qui ne font l'objet d'aucune publication officielle autre que la diffusion des comptes-rendus de conseils municipaux, ne sont souvent pas référencées dans le code officiel géographique, mais sont indiquées ici quand elles ont été trouvées (qu'il s'agisse d'une décision initiale de ne pas instituer les communes déléguées, ou d'une décision ultérieure de les supprimer).
Dans le cas de la commune de Beaussais-Vitré, l'éventuelle décision de ne pas instituer de communes déléguées n'est pas confirmée, mais a probablement été prise. En effet, les communes avaient manifesté leur souhait de réaliser « une fusion et non une association » et précisaient leur intention que la fusion ne donne « pas lieu à la création d'une mairie annexe ni à la désignation d'un maire délégué ». Cela semble confirmé lorsque la presse locale rapporte la nomination du nouveau maire et de ses adjoints, sans jamais mentionner un éventuel maire délégué. Par ailleurs, une thèse de doctorat de 2015 parle de « fusions complètes » de petites communes des Deux-Sèvres comme Voulmentin et Beaussais-Vitré. La commune nouvelle de Voulmentin ayant choisi de ne pas instituer de communes déléguées, on peut penser que Beaussais-Vitré est dans une situation identique.
| Année | Nombre | Département    | Commune nouvelle | Commune nouvelle          | Commune nouvelle | Commune nouvelle             | Anciennes communes | Anciennes communes                                                        | Anciennes communes | Arrêté préfectoral | Entrée en vigueur |
| Année | Nombre | Département    | Nombre           | Nom                       | Code Insee       | Chef-lieu                    | Nombre             | Nom                                                                       | Déléguées          | Arrêté préfectoral | Entrée en vigueur |
| ----- | ------ | -------------- | ---------------- | ------------------------- | ---------------- | ---------------------------- | ------------------ | ------------------------------------------------------------------------- | ------------------ | ------------------ | ----------------- |
| 2012  | 2      | Eure-et-Loir   | 1                | Bleury-Saint-Symphorien   | 28361            | Saint-Symphorien-le-Château  | 2                  | Bleury - Saint-Symphorien-le-Château                                      | non                | 27 décembre 2011   | 1er janvier 2012  |
| 2012  | 2      | Seine-Maritime | 1                | Bois-Guillaume-Bihorel    | 76108            | Bois-Guillaume               | 2                  | Bihorel - Bois-Guillaume                                                  | oui                | 29 août 2011       | 1er janvier 2012  |
| 2013  | 11     | Hautes-Alpes   | 2                | Saint-Bonnet-en-Champsaur | 05132            | Saint-Bonnet-en-Champsaur    | 3                  | Bénévent-et-Charbillac - Les Infournas - Saint-Bonnet-en-Champsaur        | oui                | 9 novembre 2012    | 1er janvier 2013  |
| 2013  | 11     | Hautes-Alpes   | 2                | Dévoluy                   | 05139            | Saint-Étienne-en-Dévoluy     | 4                  | Agnières-en-Dévoluy - La Cluse - Saint-Disdier - Saint-Étienne-en-Dévoluy | non                | 2 octobre 2012     | 1er janvier 2013  |
| 2013  | 11     | Maine-et-Loire | 3                | Baugé-en-Anjou            | 49018            | Baugé                        | 5                  | Baugé - Montpollin - Pontigné - Saint-Martin-d'Arcé - Le Vieil-Baugé      | oui                | 30 mars 2012       | 1er janvier 2013  |
| 2013  | 11     | Maine-et-Loire | 3                | Chemillé-Melay            | 49092            | Chemillé                     | 2                  | Chemillé - Melay                                                          | oui                | 12 novembre 2012   | 1er janvier 2013  |
| 2013  | 11     | Maine-et-Loire | 3                | Clefs-Val d'Anjou         | 49101            | Clefs                        | 2                  | Clefs - Vaulandry                                                         | oui                | 19 novembre 2012   | 1er janvier 2013  |
| 2013  | 11     | Haute-Marne    | 1                | Épizon                    | 52187            | Épizon                       | 2                  | Épizon - Pautaines-Augeville                                              | oui                | 28 février 2013    | 28 février 2013   |
| 2013  | 11     | Rhône          | 2                | Saint-Germain-Nuelles     | 69208            | Saint-Germain-sur-l'Arbresle | 2                  | Nuelles - Saint-Germain-sur-l'Arbresle                                    | oui                | 30 mars 2012       | 1er janvier 2013  |
| 2013  | 11     | Rhône          | 2                | Thizy-les-Bourgs          | 69248            | Thizy                        | 5                  | Bourg-de-Thizy - La Chapelle-de-Mardore - Mardore - Marnand - Thizy       | oui                | 29 octobre 2012    | 1er janvier 2013  |
| 2013  | 11     | Deux-Sèvres    | 2                | Beaussais-Vitré           | 79030            | Beaussais                    | 2                  | Beaussais - Vitré                                                         | oui                | 21 novembre 2012   | 1er janvier 2013  |
| 2013  | 11     | Deux-Sèvres    | 2                | Voulmentin                | 79242            | Saint-Clémentin              | 2                  | Saint-Clémentin - Voultegon                                               | non                | 14 septembre 2012  | 1er janvier 2013  |
| 2013  | 11     | Vosges         | 1                | Fontenoy-le-Château       | 88176            | Fontenoy-le-Château          | 2                  | Fontenoy-le-Château - Le Magny                                            | non                | 26 décembre 2012   | 1er janvier 2013  |

### Liste des communes nouvelles de 2015 à 2020

#### Liste des communes nouvelles en 2015
Alors que précédemment les regroupements annuels (fusions et fusions-associations) ne concernaient généralement que quelques communes, le nombre de communes nouvelles créées en 2015 s'élève à 24, regroupant 113 anciennes communes.
Le département de Maine-et-Loire compte la création de 8 communes nouvelles permettant la transformation de plusieurs communautés de communes en une seule commune :
- les 10 communes de la communauté de communes du Centre-Mauges fusionnent au sein de Beaupréau-en-Mauges,
- les 12 communes de la communauté de communes de la région de Chemillé fusionnent au sein de Chemillé-en-Anjou,
- les 11 communes de la communauté de communes du canton de Saint-Florent-le-Vieil fusionnent au sein de Mauges-sur-Loire,
- les 11 communes de la communauté de communes Montrevault Communauté fusionnent au sein de Montrevault-sur-Èvre,
- les 9 communes de la communauté de communes du canton de Champtoceaux fusionnent au sein de Orée d'Anjou,
- les 10 communes de la communauté de communes de Moine et Sèvre fusionnent au sein de Sèvremoine.

#### Liste des communes nouvelles en 2016
En 2016, 325 communes nouvelles ont été créées, dont 306 au 1er janvier 2016. Elles regroupent 1 111 communes.

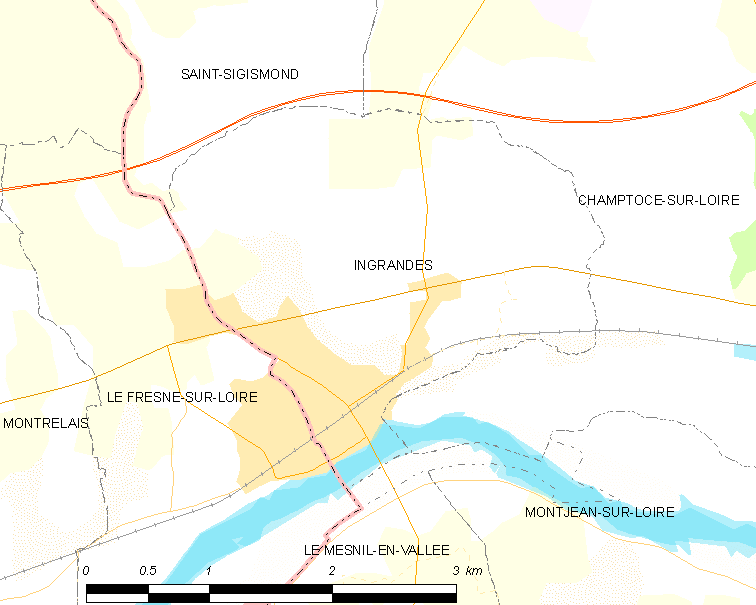
Avant 2016, la limite départementale séparait Ingrandes de Fresne-sur-Loire.

Les créations sont particulièrement importantes dans cinq départements de l'Ouest
- Le Maine-et-Loire avec 125 communes supprimées dans 22 communes nouvelles
- L'Orne avec 100 communes supprimées dans 20 communes nouvelles
- Le Calvados avec 95 communes supprimées dans 13 communes nouvelles
- La Manche avec 94 communes supprimées dans 28 communes nouvelles
- L'Eure avec 70 communes supprimées dans 17 communes nouvelles

Ainsi, pour permettre aux communes d'Ingrandes, en Maine-et-Loire, et du Fresne-sur-Loire, dans la Loire-Atlantique, de fusionner en 2016 sous le régime de la commune nouvelle sous le nom d'Ingrandes-Le Fresne sur Loire, un décret portant modification des limites départementales est publié l'ancien territoire du Fresne-sur-Loire au Maine-et-Loire,.

#### Liste des communes nouvelles en 2017
En 2017, 182 communes nouvelles ont été créées, regroupant 576 communes.
Deux département maintiennent leur dynamique :
- Le Calvados avec 109 communes supprimées dans 23 communes nouvelles
- La Manche avec 50 communes supprimées dans 8 communes nouvelles

Pour permettre aux communes de Gernicourt, dans l'Aisne en région Hauts-de-France, et de Cormicy, dans la Marne en région Grand Est, de fusionner sous le régime de la commune nouvelle, il a fallu que la commune de Gernicourt quitte, le 31 décembre 2016, la région Hauts-de-France et le département de l'Aisne.

#### Liste des communes nouvelles en 2018
En 2018, 37 communes nouvelles ont été créées, regroupant 95 communes.
Plusieurs communes nouvelles intègrent de nouvelle communes déléguées comme Thénouville, Val-d'Épy, Gennes-Val-de-Loire, Écouché-les-Vallées ou Tessy-Bocage

#### Liste des communes nouvelles en 2019
238 communes nouvelles ont été créées au 1er janvier 2019. Elles regroupent 624 communes anciennes.

### Liste des communes nouvelles de 2021 à 2026
| \| Mosnac-Saint-Simeux · Vimartin-sur-Orthe · Saint-Gérand-Croixanvec · Lignières-Ambleville · Montaignac-sur-Doustre · Pechs-de-l'Espérance · L'Aiguillon-la-Presqu'île · Bazoches-et-Saint-Thibaut · Saint-Jean-de-Galaure · Cussey-sur-Lison · Les Monts-Ronds · Culoz-Béon · Bernoy-le-Château · Bézac · Mansle-les-Fontaines · Tourneville-sur-Mer · Cœur-de-la-Vallée · Bonnay-Saint-Ythaire · Terval · Bazeilles · Val-de-Cognac · Osmery · Val-d'Usiers · La Chapelle-Fleurigné · Ingrandes-le-Fresne-sur-Loire · Oullins-Pierre-Bénite · Lacq · Rives-du-Fougerais · Val-de-Comporté · Commeny \| Localisation des communes nouvelles créées entre 2021 et 2026. |
| Mosnac-Saint-Simeux · Vimartin-sur-Orthe · Saint-Gérand-Croixanvec · Lignières-Ambleville · Montaignac-sur-Doustre · Pechs-de-l'Espérance · L'Aiguillon-la-Presqu'île · Bazoches-et-Saint-Thibaut · Saint-Jean-de-Galaure · Cussey-sur-Lison · Les Monts-Ronds · Culoz-Béon · Bernoy-le-Château · Bézac · Mansle-les-Fontaines · Tourneville-sur-Mer · Cœur-de-la-Vallée · Bonnay-Saint-Ythaire · Terval · Bazeilles · Val-de-Cognac · Osmery · Val-d'Usiers · La Chapelle-Fleurigné · Ingrandes-le-Fresne-sur-Loire · Oullins-Pierre-Bénite · Lacq · Rives-du-Fougerais · Val-de-Comporté · Commeny                                                                      |

La tenue d'élections municipales en 2020 empêche la création de communes nouvelles « l'année précédant l'échéance normale de renouvellement des assemblées concernées », conformément à l'article 7 de la loi no 90-1103 du 11 décembre 1990,.
| Année | Date             | France métropolitaine | France métropolitaine | France métropolitaine | DOM | Total  |
| Année | Date             | communes nouvelles    | communes regroupées   | Nb total communes     | DOM | Total  |
| ----- | ---------------- | --------------------- | --------------------- | --------------------- | --- | ------ |
|       | 31 décembre 2020 | 31 décembre 2020      | 31 décembre 2020      | 34 839                | 129 | 34 968 |
| 2021  | 1er janvier 2021 | 2                     | 5                     | 34 836                | 129 | 34 965 |
| 2022  | 1er janvier 2022 | 9                     | 19                    | 34 826                | 129 | 34 955 |
| 2023  | 1er janvier 2023 | 8                     | 18                    | 34 816                | 129 | 34 945 |
| 2024  | 1er janvier 2024 | 11                    | 24                    | 34 806                | 129 | 34 935 |
| 2025  | 1er janvier 2025 | 46                    | 110                   | 34 742                | 129 | 34 871 |
| Total | Total            | 76                    | 176                   |                       |     |        |

#### Liste des communes nouvelles en 2021
2 communes nouvelles sont créées au 1er janvier 2021. Elles regroupent 5 communes anciennes.
| Département | Nb | Commune nouvelle    | Commune nouvelle | Commune nouvelle       | Commune nouvelle | Anciennes communes | Anciennes communes                                        | Anciennes communes | Arrêté préfectoral portant création | Date de création |
| Département | Nb | Nom                 | Code Insee       | Chef-lieu              | Population 2017  | Nb                 | Nom                                                       | Déléguées          | Arrêté préfectoral portant création | Date de création |
| ----------- | -- | ------------------- | ---------------- | ---------------------- | ---------------- | ------------------ | --------------------------------------------------------- | ------------------ | ----------------------------------- | ---------------- |
| Charente    | 1  | Mosnac-Saint-Simeux | 16233            | Mosnac                 | 1 045            | 2                  | Mosnac et Saint-Simeux                                    | oui                | 3 décembre 2020                     | 1er janvier 2021 |
| Mayenne     | 1  | Vimartin-sur-Orthe  | 53249            | Saint-Pierre-sur-Orthe | 1 121            | 3                  | Saint-Martin-de-Connée, Saint-Pierre-sur-Orthe et Vimarcé | oui                | 23 décembre 2020                    | 1er janvier 2021 |

#### Liste des communes nouvelles en 2022
9 communes nouvelles sont créées au 1er janvier 2022. Elles regroupent 19 communes anciennes.
| Département | Nb | Commune nouvelle          | Commune nouvelle | Commune nouvelle           | Commune nouvelle | Anciennes communes | Anciennes communes                           | Anciennes communes | Arrêté préfectoral portant création | Date de création |
| Département | Nb | Nom                       | Code Insee       | Chef-lieu                  | Population 2018  | Nb                 | Nom                                          | Déléguées          | Arrêté préfectoral portant création | Date de création |
| ----------- | -- | ------------------------- | ---------------- | -------------------------- | ---------------- | ------------------ | -------------------------------------------- | ------------------ | ----------------------------------- | ---------------- |
| Aisne       | 1  | Bazoches-et-Saint-Thibaut | 02054            | Bazoches-sur-Vesles        | 542              | 2                  | Bazoches-sur-Vesles et Saint-Thibaut         | oui                | 30 septembre 2021                   | 1er janvier 2022 |
| Charente    | 1  | Lignières-Ambleville      | 16186            | Lignières-Sonneville       | 741              | 2                  | Lignières-Sonneville et Ambleville           | oui                | 23 septembre 2021                   | 1er janvier 2022 |
| Corrèze     | 1  | Montaignac-sur-Doustre    | 19143            | Montaignac-Saint-Hippolyte | 668              | 2                  | Le Jardin et Montaignac-Saint-Hippolyte      | non                | 30 septembre 2021,                  | 1er janvier 2022 |
| Dordogne    | 1  | Pechs-de-l'Espérance      | 24325            | Peyrillac-et-Millac        | 773              | 3                  | Cazoulès, Orliaguet et Peyrillac-et-Millac   | oui                | 27 septembre 2021,                  | 1er janvier 2022 |
| Doubs       | 2  | Cussey-sur-Lison          | 25185            | Cussey-sur-Lison           | 72               | 2                  | Châtillon-sur-Lison et Cussey-sur-Lison      | non                | 14 décembre 2021                    | 1er janvier 2022 |
| Doubs       | 2  | Les Monts-Ronds           | 25375            | Mérey-sous-Montrond        | 646              | 2                  | Mérey-sous-Montrond et Villers-sous-Montrond | non                | 22 décembre 2021                    | 1er janvier 2022 |
| Drôme       | 1  | Saint-Jean-de-Galaure     | 26216            | La Motte-de-Galaure        | 1 263            | 2                  | La Motte-de-Galaure et Mureils               | oui                | 19 octobre 2021,                    | 1er janvier 2022 |
| Morbihan    | 1  | Saint-Gérand-Croixanvec   | 56213            | Saint-Gérand               | 1 294            | 2                  | Saint-Gérand et Croixanvec                   | oui                | 30 septembre 2021                   | 1er janvier 2022 |
| Vendée      | 1  | L'Aiguillon-la-Presqu'île | 85001            | L'Aiguillon-sur-Mer        | 2 726            | 2                  | L'Aiguillon-sur-Mer et La Faute-sur-Mer      | oui                | 7 décembre 2021                     | 1er janvier 2022 |

#### Liste des communes nouvelles en 2023
8 communes nouvelles sont créées au 1er janvier 2023. Elles regroupent 18 communes anciennes.
| Département    | Nb | Commune nouvelle     | Commune nouvelle | Commune nouvelle | Commune nouvelle | Anciennes communes | Anciennes communes                                  | Anciennes communes | Arrêté préfectoral portant création | Date de création |
| Département    | Nb | Nom                  | Code Insee       | Chef-lieu        | Population 2019  | Nb                 | Nom                                                 | Déléguées          | Arrêté préfectoral portant création | Date de création |
| -------------- | -- | -------------------- | ---------------- | ---------------- | ---------------- | ------------------ | --------------------------------------------------- | ------------------ | ----------------------------------- | ---------------- |
| Ain            | 1  | Culoz-Béon           | 01138            | Culoz            | 3 447            | 2                  | Béon et Culoz                                       | oui                | 12 décembre 2022                    | 1er janvier 2023 |
| Aisne          | 1  | Bernoy-le-Château    | 02564            | Noyant-et-Aconin | 888              | 2                  | Berzy-le-Sec et Noyant-et-Aconin                    | oui                | 29 septembre 202214 décembre 2022   | 1er janvier 2023 |
| Ariège         | 1  | Bézac                | 09056            | Bézac            | 437              | 2                  | Bézac et Saint-Amans                                | oui                | 22 novembre 2022                    | 1er janvier 2023 |
| Charente       | 1  | Mansle-les-Fontaines | 16206            | Mansle           | 2 136            | 2                  | Fontclaireau et Mansle                              | oui                | 16 décembre 2022                    | 1er janvier 2023 |
| Manche         | 1  | Tourneville-sur-Mer  | 50272            | Lingreville      | 1 670            | 2                  | Annoville et Lingreville                            | oui                | 20 septembre 2022                   | 1er janvier 2023 |
| Marne          | 1  | Cœur-de-la-Vallée    | 51457            | Reuil            | 656              | 3                  | Binson-et-Orquigny, Reuil et Villers-sous-Châtillon | oui                | 28 septembre 2022                   | 1er janvier 2023 |
| Saône-et-Loire | 1  | Bonnay-Saint-Ythaire | 71042            | Bonnay           | 444              | 2                  | Bonnay et Saint-Ythaire                             | oui                | 26 juillet 2022                     | 1er janvier 2023 |
| Vendée         | 1  | Terval               | 85289            | La Tardière      | 2 177            | 3                  | Breuil-Barret, La Chapelle-aux-Lys et La Tardière   | oui                | 16 décembre 2022                    | 1er janvier 2023 |

#### Liste des communes nouvelles en 2024
11 communes nouvelles sont créées au 1er janvier 2024. Elles regroupent 24 communes anciennes.
| Département          | Nb | Commune nouvelle              | Commune nouvelle | Commune nouvelle      | Commune nouvelle | Anciennes communes | Anciennes communes                                       | Anciennes communes                           | Arrêté préfectoral portant création                                     | Date de création |
| Département          | Nb | Nom                           | Code Insee       | Chef-lieu             | Population 2020  | Nb                 | Noms                                                     | Déléguées                                    | Arrêté préfectoral portant création                                     | Date de création |
| -------------------- | -- | ----------------------------- | ---------------- | --------------------- | ---------------- | ------------------ | -------------------------------------------------------- | -------------------------------------------- | ----------------------------------------------------------------------- | ---------------- |
| Ardennes             | 1  | Bazeilles                     | 08053            | Bazeilles             | 2 537            | 2                  | Bazeilles et La Moncelle                                 | oui                                          | 14 septembre 2023                                                       | 1er janvier 2024 |
| Charente             | 1  | Val-de-Cognac                 | 16097            | Cherves-Richemont     | 3 479            | 2                  | Cherves-Richemont et Saint-Sulpice-de-Cognac             | oui                                          | 25 septembre 2023                                                       | 1er janvier 2024 |
| Cher                 | 1  | Osmery                        | 18173            | Osmery                | 276              | 2                  | Lugny-Bourbonnais et Osmery                              | non                                          | 19 septembre 2023                                                       | 1er janvier 2024 |
| Doubs                | 1  | Val-d'Usiers                  | 25060            | Bians-les-Usiers      | 2 112            | 3                  | Bians-les-Usiers, Goux-les-Usiers et Sombacour           | oui                                          | 27 septembre 2023 complété par l'arrêté préfectoral du 15 décembre 2023 | 1er janvier 2024 |
| Ille-et-Vilaine      | 1  | La Chapelle-Fleurigné         | 35062            | La Chapelle-Janson    | 2 410            | 2                  | Fleurigné et La Chapelle-Janson                          | oui                                          | 27 septembre 2023,                                                      | 1er janvier 2024 |
| Maine-et-Loire       | 1  | Ingrandes-Le Fresne sur Loire | 49160            | Ingrandes             | 3 077            | 2                  | Ingrandes-Le Fresne sur Loire et Saint-Sigismond         | oui (Le Fresne-sur-Loire et Saint-Sigismond) | 16 novembre 2023                                                        | 1er janvier 2024 |
| Pyrénées-Atlantiques | 1  | Lacq                          | 64300            | Lacq                  | 1 037            | 2                  | Lacq et Urdès                                            | oui                                          | 7 novembre 2023                                                         | 1er janvier 2024 |
| Rhône                | 1  | Oullins-Pierre-Bénite         | 69149            | Oullins               | 37 502           | 2                  | Oullins et Pierre-Bénite                                 | oui                                          | 12 décembre 2023                                                        | 1er janvier 2024 |
| Vendée               | 1  | Rives-du-Fougerais            | 85292            | Thouarsais-Bouildroux | 1 509            | 3                  | Cezais, Saint-Sulpice-en-Pareds et Thouarsais-Bouildroux | oui                                          | 13 novembre 2023                                                        | 1er janvier 2024 |
| Vienne               | 1  | Val-de-Comporté               | 86247            | Saint-Saviol          | 1 016            | 2                  | Saint-Macoux et Saint-Saviol                             | oui                                          | 27 octobre 2023                                                         | 1er janvier 2024 |
| Val-d'Oise           | 1  | Commeny                       | 95169            | Commeny               | 667              | 2                  | Commeny et Gouzangrez                                    | non                                          | 13 juillet 2023                                                         | 1er janvier 2024 |

#### Liste des communes nouvelles en 2025
46 communes nouvelles seront créées au 1er janvier 2025. Elles regroupent 110 communes anciennes.
En Seine-Saint-Denis, Pierrefitte-sur-Seine et Saint-Denis fusionnent pour former une commune nouvelle peuplée de plus de 146 000 habitants ; à l'inverse, Caychax-et-Senconac en Ariège compte 20 habitants (Caychax 14 hab. ,Senconac 6 hab.)

### Projets
La loi de finances pour 2024 conserve des avantages financiers pour les communes nouvelles notamment la garantie de maintien de la DGF ou une dotation spéciale pour leurs trois premières années d'existence.
Plusieurs projets sont lancés par les maires mais se heurtent à l'avis des conseils municipaux, à l'étude des impacts en terme de fiscalité ou à l'avis de la population.

## Fiscalité
La commune nouvelle doit procéder à l'unification des impôts locaux et des abattements qu'appliquaient les anciennes communes. Cette procédure d'intégration fiscale doit être menée sur douze ans au plus. La commune nouvelle perçoit la somme des dotations d'État dont bénéficiaient les anciennes communes.
Les communes nouvelles ne disposent pas d'autres particularités fiscales par rapport aux autres communes, et, notamment, d'aucune incitation financière spécifique, si ce n'est le maintien de la dotation globale de fonctionnement dont bénéficiait l'EPCI transformé en commune nouvelle.

## Toponymie

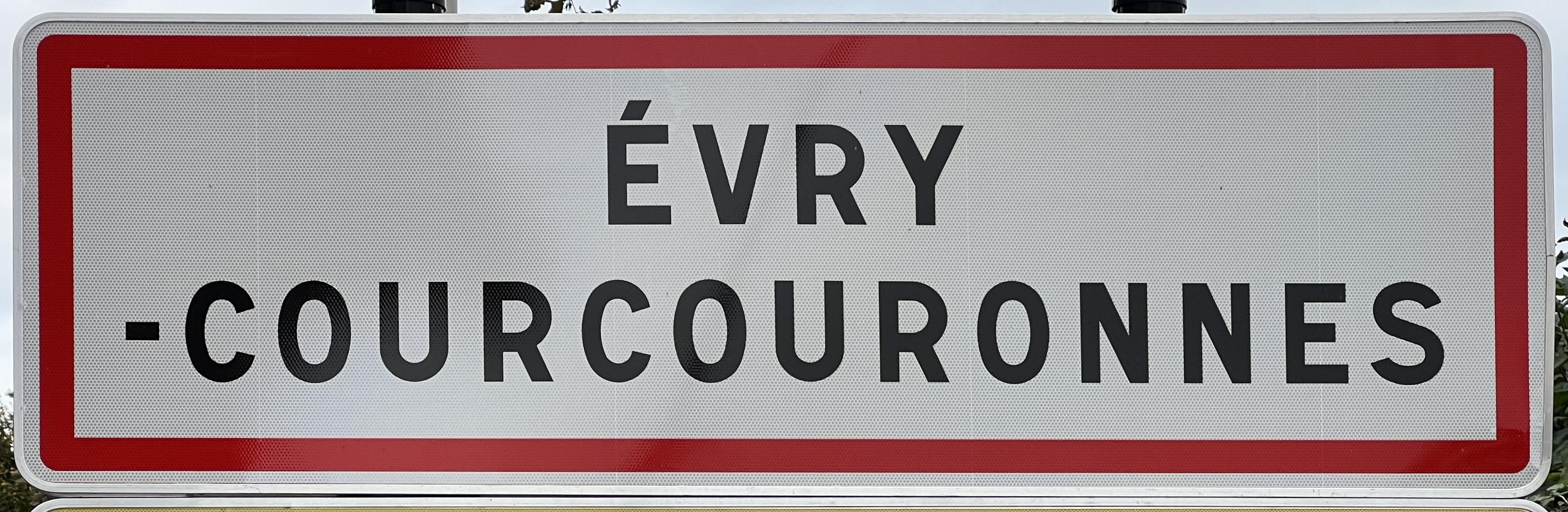
Panneau d'entrée de ville d'Évry-Courcouronnes, commune nouvelle unissant Évry et Courcouronnes.

Le nom de la commune nouvelle est proposé par les conseils municipaux lors du projet de fusion. Il doit être approuvé par le préfet qui le mentionne dans l'arrêté de création. Les règles de la toponymie officielle des communes et de la graphie s'appliquent ; une circulaire a été émise en 2017 à l'attention des préfets après que la Commission nationale de toponymie (CNT) a signalé que, parmi les premiers arrêtés préfectoraux créant des communes nouvelles, un grand nombre entérinaient des noms ne respectant pas les règles d'écriture en vigueur (erreurs de traits d'union, de majuscule ou d'accentuation).
La possibilité de créer des communes déléguées issues des communes fusionnées, y compris lors de fusions préalables, (loi sur les communes nouvelles d'août 2019) a pour but de conserver la mémoire et le cadre d'appartenance des entités de bases issues des paroisses et d'éviter l'appauvrissement toponymique que pourrait engendrer la diminution du nombre de communes.
De nombreux noms de communes nouvelles mentionnent une référence au pays, au paysage ou à la province d'ancien régime. Ainsi les prépositions « en » et « de » mais aussi « les » et « sur » sont surreprésentées parmi les noms de communes nouvelles. On note également l'assimilation ou l'association fréquente de communes nouvelles à un val, ce qui évite de se référer à l'une des localités constitutives.
En janvier 2016, l'Association des maires de France édite une note à propos de la toponymie des communes nouvelles et de leurs voies de circulation.